# 佐藤剛彦
佐藤 剛彦（さとう たけひこ、1917年8月17日 - 2013年1月29日）は、日本の実業家。河北新報社代表取締役を務めた。

## 経歴
宮城県仙台市出身。1941年に東京帝国大学経済学部経済学科を卒業し、同年に富士電機製造に入社。仙台営業所長を務めた。
1969年に河北新報社に転職。総務局長、販売局長、取締役、常務、専務を経て、1981年から2003年までに代表取締役を務めた。
東北放送取締役、河北ビル会長なども歴任した。
1991年11月に勲三等旭日中綬章を受章した。
2013年1月29日、肺炎のために死去。95歳没。